# ГЕС Хаокоу
ГЕС Хаокоу (浩口水电站) — гідроелектростанція у центральній частині Китаю в провінції Чунцін. Знаходячись між ГЕС Jiǎomùtáng (вище по течії) та ГЕС Chóngqìng Jiāngkǒu, входить до складу каскаду на річці Фуронг, лівій притоці Уцзян (великий правий доплив Янцзи).
В межах проекту річку перекрили греблею із ущільненого котком бетону висотою 85 (за іншими даними — 92) метра та шириною від 10 до 72 метрів. Вона утримує водосховище з об'ємом 89,6 млн м3 та припустимим коливанням рівня поверхні у операційному режимі між позначками 349 та 352 метра НРМ.
Ресурс подається до машинного залу через два тунелі довжиною 0,37 км та 0,3 км з діаметром 7,5 метра, котрі живлять дві турбіни потужністю по 62,5 МВт. Крім того, існує третя турбіна потужністю 10 МВт. За рік станція забезпечує  виробництво 455 млн кВт-год електроенергії на рік.